# Dux de Venecia

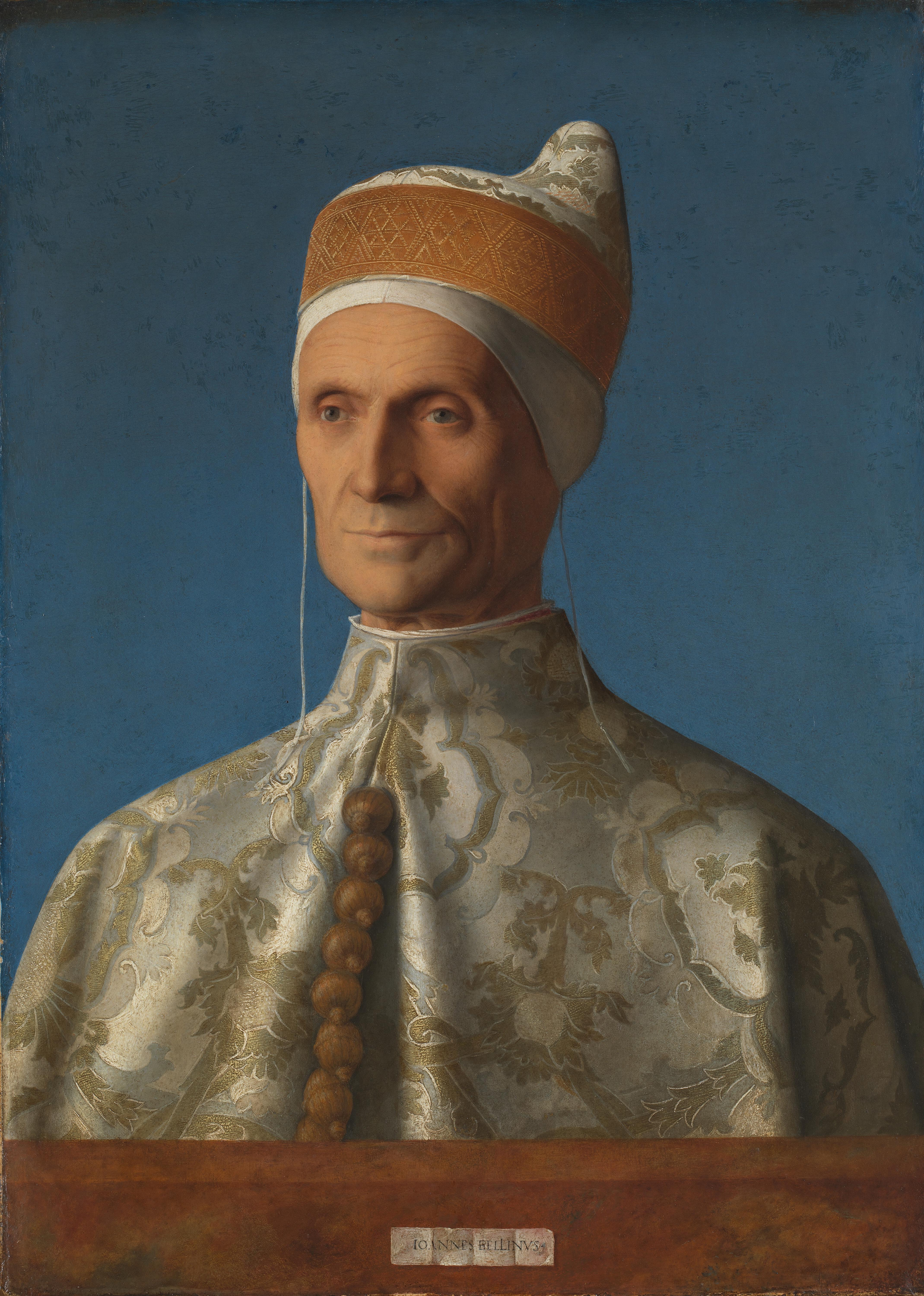
Retrato del dux Leonardo Loredan usando el tradicional corno ducale (Giovanni Bellini, después de 1501, National Gallery de Londres).

Palacio Ducal de Venecia, residencia del dux.

El dux (latín dux, «líder») o dogo (del italiano doge, adaptación del veneciano doxe, y este a su vez del latín dux) era el magistrado supremo y máximo dirigente de la República de Venecia durante más de mil años, entre los siglos VIII y XVIII.

## Orígenes del título
Este título comenzó a utilizarse cuando la ciudad de Venecia estaba sujeta a la soberanía del Imperio bizantino, haciéndose permanente después de que la ciudad alcanzara su independencia de Constantinopla. De acuerdo a la tradición veneciana, el primer dux fue Paolo Lucio Anafesto, elegido para el cargo en el año 697.

## Características del cargo

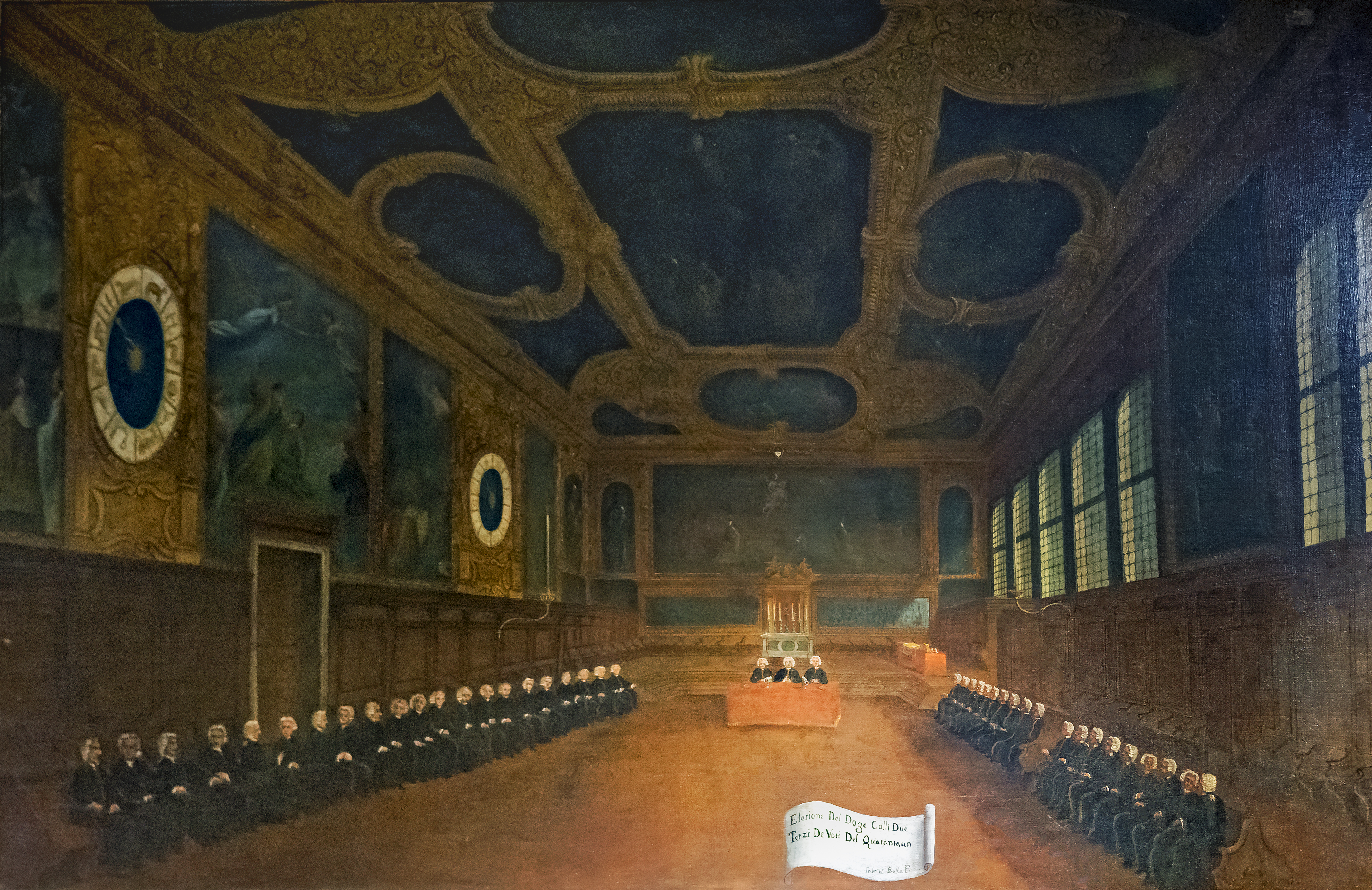
Elección del dux por los cuarenta y uno - Gabriele Bella

Aunque entre el siglo VIII y el siglo XII el poder del dux era muy fuerte, nunca fue posible para los titulares del cargo hacer que el título fuese hereditario y formar dinastías, en tanto la aristocracia veneciana, grupo del cual surgían los dux, conservó mecanismos para evitar que el poder se concentrase en un solo individuo, impidiendo así que el dux se convirtiese en un príncipe absoluto.
Posteriormente, a partir del siglo XII, la aristocracia logró limitar las facultades del dux en amplios aspectos; así, a través del desarrollo de cuerpos constitucionales se formaron las funciones del gobierno en diversas áreas de la organización del Estado. Al asumir el cargo, el dux debía prestar juramento por el que acataba la supremacía constitucional sobre la personal, limitándose de esta forma en sus facultades desde el inicio de su mandato, en tanto un dux ocupaba el cargo de por vida.
Las actividades externas del dux lo mostraban como un "rey sin corona" de Venecia, aunque en la práctica sus poderes estaban seriamente restringidos por la propia aristocracia que lo elegía. Así, un dux no podía conceder audiencias o abrir correspondencia gubernamental sin la presencia del Consejo de los Diez o de otros órganos colegiados, y tampoco se le permitía pasar el tiempo fuera del Palacio Ducal de Venecia salvo para actos públicos o expediciones militares, de manera tal que estaba sujeto en la práctica a la vigilancia y el espionaje de sus propios subordinados. Estas y otras restricciones impedían que el dux aumentara sus poderes o intentase transformarse en rey absoluto
El dux tenía el deber de financiar los gastos suntuarios del Estado con su propia fortuna personal, entre los cuales se contaban lujosas festividades y ceremonias públicas, como el carnaval, y también obsequios a ilustres visitantes extranjeros, entre otros. Por esa razón, los dux eran elegidos casi exclusivamente de entre la aristocracia más adinerada de Venecia. El último dux, Ludovico Manin, fue depuesto cuando Napoleón conquistó el norte de Italia y tropas francesas tomaron Venecia en mayo de 1797.

## Dux notables

### Edad Media
Tradicionalmente se considera a Paolo Lucio Anafesto (c.697 - c.717) como el primer dux de Venecia, aunque el primero del que se tienen pruebas de su existencia es Orso Ipato (c. 727 - c.737).
Venecia empieza a prosperar como un puerto seguro para el comercio a partir del gobierno de Angelo Participazio (809-827), además de que se le atribuye el haber construido el primer Palacio Ducal de Venecia.
Pietro IV Candiano (959-976) prohibió el comercio de esclavos con respecto al imperio bizantino y los territorios islámicos. Ningún veneciano podía prestarles dinero para la compra de esclavos, transportarlos a sus territorios o recibir dinero por su traslado.
Bajo el mando de Pietro II Orseolo (991-1009) la república comenzó a expandirse a las costas de Dalmacia, a destacar la toma de la ciudad de Zadar en el reino de Croacia. Estos lugares costeros conquistados sirvieron como puertos o fortalezas estratégicas para el comercio.
Domenico Selvo (1071-1084) se alió con el emperador bizantino Alejo I Comneno contra de los normandos de Roberto Guiscardo, aunque al final la guerra fue un fracaso. En 1082 obtuvo una bula de oro en la cual se declaraba la supremacía veneciana por toda la costa del mar Adriático y la exención de impuestos para sus mercaderes en el imperio bizantino.
Ordelafo Faliero (1102-1117) ayudó a Balduino I de Jerusalén a tomar partes de Siria durante la Primera Cruzada. En 1104 ordenó la construcción de lo que sería el Arsenal de Venecia (Arsenale Vecchio) como lugar de fabricación y reparación de barcos de la zona.
Con el gobierno de Vital II Michele (1156-1172) Venecia se unió a la Liga Lombarda contra el emperador Federico Barbarroja. En esa misma época la relación con el imperio bizantino empezó a deteriorarse debido a que Manuel I Comneno redujó los privilegios comerciales de Venecia a favor de sus rivales Pisa y Génova, lo que culminaría en una guerra en la que Venecia perdió gran parte de su flota. Este dux murió apuñalado por una turba enfurecida.
Enrico Dandolo (1192-1205) participó primero en la recaptura de Zadar, Ragusa y Durres a manos del rey Emerico de Hungría; y posteriormente en la Cuarta Cruzada. El resultado para Venecia fue quedarse con multitud de islas por el mar Egeo como Creta y Eubea (véase Stato da Mar), con lo que la República se hizo con el control total del comercio por el Mediterráneo oriental.
En 1308 Pietro Gradenigo (1289-1311) entró en guerra con los Estados Pontificios por el control de Ferrara. En 1309 Venecia fue excomulgada por el Papa Clemente V quien prohibió a todos los cristianos el comerciar con la República. Además Gradenigo restringió el acceso al Consejo Mayor (Maggior Consiglio) a los nobles. La política del dux, vista por varios como desastrosa, causó un intento de golpe de Estado dirigido por el noble Bajamonte Tiepolo y otros miembros de familias aristocráticas.  Sin embargo la conspiración fue descubierta y Tiepolo acabó arrestado y exiliado en Istria. La consecuencia fue la creación del Consejo de los Diez (Consiglio dei Dieci) en 1310, que se encargaba de controlar la seguridad interna veneciana y en la práctica funcionaba como una especie de policía secreta de la República.
En 1335, con el gobierno de Francesco Dandolo (1329-1339), Venecia comenzó su expansión hacia el norte continental por la región del Véneto.
En 1404, Michele Steno (1400-1413) anexó Vicenza y Padua a Venecia (véase Domini di Terraferma), lo que causó tensiones con el ducado de Milán de Filippo Maria Visconti
Francesco Foscari (1423-1457) logró una gran victoria en la batalla de Maclodio (1427) contra las fuerzas del ducado de Milán lideradas por Carlo II Malatesta,  que le dio a Venecia la hegemonía sobre el Véneto. Foscari fue el dux que más años gobernó en la historia de la República de Venecia, que fueron 34 años y medio.

### Edad Moderna
En 1482 la Venecia de Giovanni Mocenigo (1478-1485) se alió con el Papa Sixto IV y su sobrino Girolamo Riario, señor de Imola y Forlí, para conquistar el ducado de Ferrara de Hércules I de Este en la Guerra de Ferrara. La paz de Bagnolo, que le puso fin al conflicto, dotó a Venecia con la ciudad de Rovigo y algunas zonas del valle del Po, lo que supuso la mayor expansión territorial de la República de Venecia.
Agostino Barbarigo (1486-1501) sucedió a su hermano Marco Barbarigo (1485-1486). Con el dogado de Agostino se amplió el Arsenal de Venecia con el Arsenale Nuovissimo, que poseía fundiciones, armerías y molinos para elaborar pólvora. En 1494 Barbarigo se alió con otros estados italianos para expulsar a Carlos VIII de Francia, quien intentaba invadir la península itálica en la primera guerra italiana.
En 1499, durante la segunda guerra turco-veneciana y antes de convertirse en dux, el almirante Antonio Grimani (1521-1523) se enfrentó al corsario turco Kemal Reis en la batalla de Zonchio, una de las primeras batallas navales en la que los cañones empezaron a marcar la diferencia.
Leonardo Loredan (1501-1521) aprovechó el fallecimiento del Papa Alejandro VI (Rodrigo Borgia) en 1503 para invadir algunos Estados de la Romaña, al norte de los Estados Pontificios. Debido a esto, Julio II (el Papa Guerrero) formó la Liga de Cambrai en 1508 con otros Estados vecinos como el Sacro Imperio, Francia y la Corona de Aragón. La Guerra de la Liga de Cambrai (1508-1516) fue un conflicto en el que hubo multitud de cambios de bando. Finalmente Venecia ganó la guerra y recuperó parte de sus dominios continentales, aunque quedó bastante afectada.
Durante el dogado de Pietro Lando (1538-1545) ocurrió la tercera guerra turco-veneciana. En ella el sultán Solimán el Magnífico asedió la colonia veneciana de Corfú en 1537 y al año siguiente ocurrió la batalla de Preveza con una victoria turca. Al final Venecia firmó una capitulación en la que perdieron más territorios de ultramar y el Imperio otomano obtuvo la supremacía del Mediterráneo oriental.
Antes de convertirse en dux, Sebastiano Venier (1577-1578) fue almirante del contingente veneciano en la famosa batalla de Lepanto, en el marco de la cuarta guerra turco-veneciana. En dicha batalla Venecia y sus aliados obtuvieron la victoria pero no supieron aprovecharla. En 1573 la República se rindió y cedió la isla de Chipre.
Se le reconoce a Pasquale Cicogna (1585-1595) el haber reconstruido el puente de Rialto en piedra con un diseño de Antonio da Ponte, y es el que se puede ver en la actualidad.
Giovanni Bembo (1615-1618) combatió a los uscocos que atacaban sus barcos mercantiles, lo que causó la molestia del archiduque Fernando II de Austria y desencadenó la Guerra de Gradisca o Guerra de los Uskok (1615-1618) (véase Batalla naval de Ragusa). Finalmente se llegó a un acuerdo y Austria obligó a los uscocos a vivir tierra adentro y no dedicarse a la piratería.